# Sci sulla sabbia

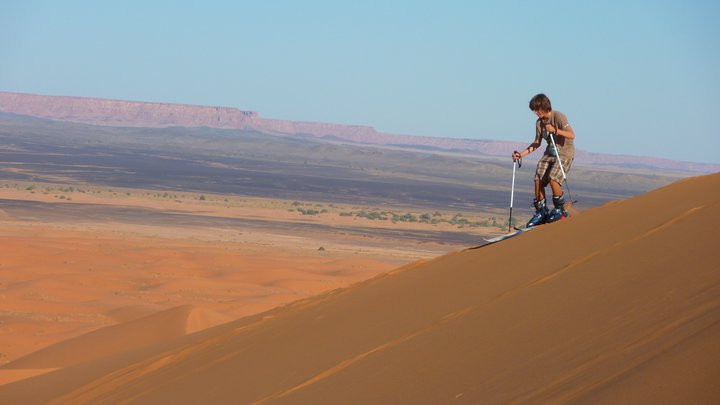
Sci nel Sahara

Lo sci sulla sabbia (sand skiing o sand-skiing) è una tipologia di sci in cui lo sciatore scende da una duna di sabbia o attraversa una spiaggia con gli sci. È praticato in molte aree sabbiose, tra cui Sossusvlei, Namibia e Perù, insieme ad altri sport da tavola come il sandboarding. L'attrezzatura per lo sci sulla sabbia comprende un paio di sci con una base laminata e una sciolina da applicare per ridurre l'attrito della sabbia. L'Associazione Internazionale Sandboarding e Sandski (InterSands) è stata fondata nel 2014 a San Gallo, in Svizzera.
Henrik May, un tedesco che vive in Namibia da circa 10 anni, ha stabilito un Guinness World Record nello speed sand-ski il 6 giugno 2010. Ha raggiunto una velocità di 92,12 km/h.

## Storia

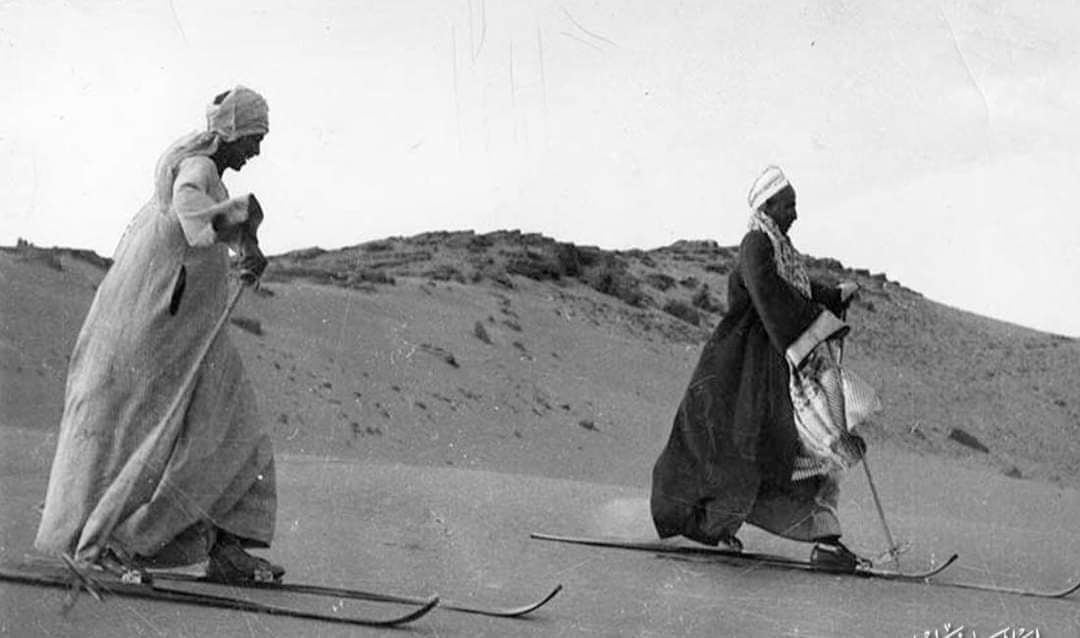
Egitto 1939

Le prime notizie su questo sport risalgono a prima del 1920, in Germania, nel Sahara e in Asia nel 1927 durante una spedizione asiatica  e negli Stati Uniti (Great Sand Dunes National Park, Venice Beach, Cape Cod, Long Island, Death Valley), Canada, Algeria francese, Australia, Giappone, Perù e Inghilterra durante gli anni '30.